# Aleuroclava ayyari
Aleuroclava ayyari es un insecto hemíptero de la familia Aleyrodidae. Fue descrita científicamente en 1993 por Sundararaj & David.